# Miles Goodman
Pour les articles homonymes, voir Goodman.
Miles Goodman est un compositeur américain né le 27 août 1949 à Los Angeles, Californie, (États-Unis), mort le 16 août 1996 à Brentwood (Californie).

## Filmographie

### Cinéma
- 1976 : Slumber Party '57
- 1979 : Skatetown, U.S.A.
- 1982 : Lookin' to Get Out
- 1982 : La Flambeuse de Las Vegas (Jinxed!)
- 1983 : Table for Five
- 1983 : The Man Who Wasn't There (en)
- 1983 : Gospel
- 1985 : Teen Wolf
- 1986 : À propos d'hier soir...
- 1986 : La Petite Boutique des horreurs (Little Shop of Horrors)
- 1987 : The Squeeze
- 1987 : La Bamba
- 1987 : Real Men
- 1987 : Mon Père c'est moi (Like Father Like Son)
- 1988 : Le Plus Escroc des deux (Dirty Rotten Scoundrels)
- 1989 : The Delinquents (en)
- 1989 : Chien de flic (K-9)
- 1989 : Staying Together
- 1990 : Urgences (Vital Signs)
- 1990 : Junior le terrible (Problem Child)
- 1990 : Drôle d'amour (en) (Funny About Love)
- 1990 : Dans les pompes d'un autre (Opportunity Knocks)
- 1991 : Elle et lui (He Said, She Said)
- 1991 : Quoi de neuf Bob? (What About Bob?)
- 1991 : Le Proprio (The Super)
- 1992 : Fais comme chez toi ! (House Sitter)
- 1992 : Noël chez les Muppets (The Muppet Christmas Carol)
- 1993 : L'Été indien (Indian Summer)
- 1993 : Sister Act, acte 2 (Sister Act 2: Back in the Habit)
- 1994 : Pour en finir avec papa (Getting Even with Dad)
- 1994 : Blankman
- 1996 : Dunston : Panique au palace (Dunston Checks In)
- 1996 : For Better or For Worse
- 1996 : L'Équipe du collège (en) (Sunset Park)
- 1996 : Un éléphant sur les bras (Larger Than Life)
- 1997 : Si on s'aimait[réf. souhaitée] ('Til There Was You)

### Télévision
- 1977 : Huit, ça suffit ! ("Eight Is Enough") (série TV)
- 1977 : James at 15 (en) (série TV)
- 1979 : A Last Cry for Help (TV)
- 1982 : King's Crossing (en) (série TV)
- 1982 : Having It All (TV)
- 1983 : The Face of Rage (TV)
- 1983 : High School U.S.A. (TV)
- 1983 : La Vie secrète d'une étudiante (An Uncommon Love) (TV)
- 1985 : A Reason to Live (TV)
- 1985 : Graine de canaille (en) (Poison Ivy) (TV)
- 1985 : Space (feuilleton TV)
- 1985 : Children of the Night (TV)
- 1986 : Passion Flower (TV)
- 1986 : La Dernière cavale (TV)
- 1986 : Justice aveugle (Blind Justice) (TV)
- 1986 : American Geisha (TV)
- 1988 : Outback Bound (TV)
- 1989 : Les Contes de la crypte ("Tales from the Crypt") (série TV)
- 1989 : Traveling Man (TV)
- 1989 : Money, Power, Murder. de Lee Philips (téléfilm)
- 1992 : For Richer, for Poorer (en) (TV)
- 1992 : Indecency (TV)